# Olof Gerdman
Olof Gerdman (Jerman), född mars 1691, död 1 juli 1765 i Klara församling, Stockholm, var en svensk bildsnidare.

## Biografi
Olof Gerdman nämns i källorna första gången 1731, då han var lärling hos bildhuggaren och möbelsnickaren Burchardt Precht i Stockholm. Han kom senare att anlitas flitigt för kyrkliga arbeten i Mellansverige, oftast för att utföra predikstolar och altaruppsatser.

## Konstnärlighet
I början dominerar de prechtska barockdragen, senare finner man påtagliga rokokoinfluenser. 

## Verk
- Hedemora kyrka, Dalarna: Predikstol 1727.
- Films kyrka, Uppland: Predikstol 1732, altaruppsats 1734.
- Stora Skedvi kyrka, Dalarna: Altaruppsats omkr. 1735.
- Börstils kyrka, Uppland: Altaruppsats 1737.
- Sorunda kyrka, Södermanland: Orgelfasad 1739.
- Östhammars kyrka, Uppland: Predikstol 1740.
- Hållnäs kyrka, Uppland: Altaruppsats & predikstol 1741.
- Fellingsbro kyrka, Västmanland: Altaruppsats 1744.
- Vätö kyrka, Uppland: Predikstol 1746.
- Mora kyrka, Dalarna: Altaruppsats 1750.
- Gryta kyrka, Uppland: Altaruppsats 1752.
- Leksands kyrka, Dalarna: Altaruppsats 1752-1753.
- Katarina kyrka, Stockholm: Predikstol 1753.
- Hökhuvuds kyrka, Uppland: Predikstol 1754.
- Skäfthammars kyrka, Uppland: Predikstol 1754.
- Mora kyrka, Dalarna: Predikstol 1756.
- Leksands kyrka, Dalarna: Predikstol 1756.
- Spånga kyrka, Uppland: Predikstol 1758.
- Arnö kyrka, Uppland: Predikstol 1761.